# Длинное (озеро)
Длинное, или Долгое (фин. Pitkäjärvi — длинное озеро), — озеро на Карельском перешейке в Выборгском районе Ленинградской области. Площадь поверхности — 0,7 км². Площадь водосборного бассейна — 84,2 км².

## География
Озеро расположено в 8 км к северо-востоку от города Зеленогорска, в бассейне реки Нижняя (она же Подгорная, Птичья, Верхняя). С северо-запада в озеро впадает протока из озера Ильичёвское, с юга вытекает река Верхняя (Юли-йоки).
Длина 3 километра, ширина около 500 м.
Озеро живописно, используется как рекреационный объект. В настоящее время по берегам строятся дачи.

## История
По некоторым сведениям в годы Великой Отечественной войны на берегу озера располагался финский лагерь для военнопленных.

В период 1941-44 г. в бараках верхнего поселка финнами был создан лагерь для военно-пленных славян-русских, чехов, сербов и др. Согласно финским данным — это был лагерь, где оказались расстрелянными сотни военнопленных. Трупы их сжигались, и пепел сбрасывался в озеро Долгое. Две жертвы этих бесчинств покоятся в могиле, за которой ухаживают ильичевцы. Несколько живых свидетелей этих мрачных событий живут в Финляндии. Один из них об этих страшных днях написал книгу — «Это было в Финляндии».
— Гинко С.С. «Знаменательная дата (пос. Ильичево 25 лет)»

## Данные водного реестра
По данным государственного водного реестра России относится к Балтийскому бассейновому округу, водохозяйственный участок реки — Реки и озера бассейна Финского залива от границы РФ с Финляндией до северной границы бассейна р. Нева, речной подбассейн реки — Нева и реки бассейна Ладожского озера (без подбассейна Свирь и Волхов, российская часть бассейнов). Относится к речному бассейну реки Нева (включая бассейны рек Онежского и Ладожского озера).
Код объекта в государственном водном реестре — 01040300511102000009964.